# El trueno entre las hojas
El trueno entre las hojas es una película argentina-paraguaya estrenada el 2 de octubre de 1958 perteneciente al género dramático dirigida por Armando Bó, protagonizada por él mismo, Isabel Sarli, Ernesto Báez y Andrés Laszlo. El guion escrito por el escritor paraguayo Augusto Roa Bastos se basa en su cuento La hija del ministro. Situado en Paraguay, la historia es acerca de una huelga en un aserradero.
La película contó con la posterior símbolo sexual Isabel Sarli en su primer papel protagonista, y marcó el inicio de su colaboración con su futura pareja Armando Bó, que duró dos décadas y produjo numerosas películas sexploitation. Durante el rodaje, Bó convenció a Isabel Sarli de estar desnuda en una escena en la que se bañaba en un lago, a pesar de que le dijeron previamente que usaría una malla color carne. Aunque Bó le dijo Sarli que filmarían desde lejos, la cámara tenía aumento. Ahora considerada un clásico, la escena fue la primera en contar con un desnudo frontal en el cine argentino.
El filme se rodó en localizaciones de Asunción y en el departamento de Guairá, Paraguay. Fue la primera película protagonizado por Isabel Sarli cuando tenía 23 años de edad.
La película fue un éxito de taquilla muy controvertido; ha sido descrita como una "boom" y "escandalosa" para ese tiempo. Fue el vehículo al estrellato para Sarli, y la convirtió a ella y a Bó en figuras internacionales.

## Sinopsis
La película se inicia con un fragmento de una leyenda aborigen: "El trueno cae y queda entre las hojas. Los animales comen las hojas y se ponen violentos. Los hombres comen los animales y se ponen violentos. La tierra traga a los hombres y empieza a rugir como el trueno".
La llegada de la joven esposa del patrón al obrador, donde los peones son explotados sin miramientos y de manera inhumana, desnuda en los trabajadores la tensión acumulada tras tantos años de privaciones volviéndose insostenible. Una historia que refleja un drama social acerca de la explotación del hombre en los obrajes y quebrachales.

## Elenco
- Armando Bó como Enricho Pucy.
- Isabel Sarli como La Flavia.
- Eva Dongé como doblaje de voz de Sarli.
- Manuel Argüello
- Victorino Báez Irala
- Ernesto Báez como Acerbio Mahanei.
- Raúl Valentino Benítez
- Leandro Cacavellos
- Roque Centurión Miranda
- Adolfo Cuellar
- Quica Da Silva
- Matías Ferreira Díaz
- Javier Franco
- Amador García
- Luis Guastalla
- Guillermo Keterer
- Andrés Lazlo como Max Forkel.
- Luis Leguizamón
- Martín Leguizamón
- Eladio Martínez
- Albino Quiñónez
- Félix Ribero
- Rafael Rojas Doria
- Aníbal Romero
- Nieves Esquivel(Tabú)
- Alejo Vargas

## Taquilla
Fue el primer filme argentino en mostrarse una escena de desnudez femenina completa en un lago. Lo curioso es que lo hizo totalmente engañada. En el guion figuraba una escena donde su personaje se bañaba desnuda en el río, pero le habían aclarado que la iban a filmar con una malla color carne. En el momento de hacer las tomas la malla no apareció (según confesó más tarde Bó, en realidad nunca se pensó en usar tal truco). Luego de una larga discusión el director convenció a la diva mostrándole a través de la cámara que de tan chiquita que se veía "no se le iba a ver nada". Sarli pudo constatar que se veía todo desde muy lejos e hizo su desnudo muy tranquila. Lo que no se dio cuenta es que Armando Bó le había mostrado la toma con una lente 35 y que cuando ella se dio vuelta colocó una lente 150. Evidentemente, su cuerpo desnudo cubrió toda la pantalla.
La película fue un enorme éxito de taquilla pero no fue muy bien aceptada por la crítica, demasiado sobrepasada por la crudeza del film.

## Comentarios
Algunos autores han descrito la estética de la película similar a las de Hugo del Carril y Mario Soffici por su crítica social. Algunos han descrito el trabajo de Bó como folletín, ya que recuperaba sus pautas genéricas descritas por Arnold Hauser: una predilección por lo exagerado, crudo y exótico; en el caso de El Trueno Entre Las Hojas en una escena en la que Julio (Bó) viola a Flavia (Sarli). Se dice que la inclusión de Sarli en la película está inspirada en el papel de Brigitte Bardot en Y Dios creó a la mujer.